# Helpension
Helpension er et udtryk, der dækker at alle dagens måltider, altså både morgenmad, frokost og aftensmad, er med i prisen for et hotelophold, et krydstogt eller lignende.
Udtrykket halvpension betyder at to af de tre måltider er dækket, mens det tredje (oftest frokosten) må købes separat.
| Mad og drikke | Spire Denne artikel om mad og drikke er en spire som bør udbygges. Du er velkommen til at hjælpe Wikipedia ved at udvide den. |